# Baonine (Republika Serbska)
Baonine (cyr. Баонине) – wieś w Bośni i Hercegowinie, w Republice Serbskiej, w mieście Trebinje. W 2013 roku liczyła 1 mieszkańca.